# Пяньгуань
Пяньгуа́нь (кит. упр. 偏关, пиньинь Piānguān) — уезд городского округа Синьчжоу провинции Шаньси (КНР). Уезд назван по перевалу Пяньтоугуань.

## История
При империи Цзинь в 1158 году был создан уезд Нинпянь (宁边县). При правлении монголов в 1338 году он был расформирован. При империи Цин в 1735 году был создан уезд Пяньгуань.
В 1949 году был образован Специальный район Синсянь (兴县专区), и уезд вошёл в его состав. В 1952 году Специальный район Синсянь был расформирован, и уезд перешёл в состав Специального района Синьсянь (忻县专区). В 1958 году Специальный район Синьсянь и Специальный район Ябэй (雁北专区) были объединены в Специальный район Цзиньбэй (晋北专区); при этом уезд Пяньгуань был присоединён к уезду Хэцюй. В 1961 году Специальный район Цзиньбэй был вновь разделён на Специальный район Ябэй и Специальный район Синьсянь, и восстановленный уезд снова оказался в составе Специального района Синьсянь.
В 1967 году Специальный район Синьсянь был переименован в Округ Синьсянь (忻县地区). В 1983 году Округ Синьсянь был переименован в Округ Синьчжоу (忻州地区).
В 2000 году постановлением Госсовета КНР были расформированы округ Синьчжоу и городской уезд Синьчжоу, и создан городской округ Синьчжоу.

## Административное деление
Уезд делится на 4 посёлка и 6 волостей.